# Lijst van personages uit Teenage Mutant Ninja Turtles
Dit is een lijst van personages uit de verschillende incarnaties van de Teenage Mutant Ninja Turtles.

## Tabel van verschijningen

### Ace Duck
Een antropomorfe eend die in eerste instantie onderdeel was van de speelgoedlijn van de eerste TMNT animatieserie. Volgens sommige fans is hij een parodie op het Marvel Comics personage Howard the Duck.
Ace deed maar kort meer in de animatieserie. Bovendien was hij binnen de animatieserie een personage uit een televisieshow.
Ace deed ook mee in de TMNT stripreeks van Archie Comics. Daarin was hij een worstelaar die deelnam aan het toernooi op Stump Asteroid in Dimensie X.

### Adversary
De Adversary was een enorm demonisch wezen gemaakt uit de zielen van prehistorische ratten die de eieren van de mystieke Great Turtle verslonden. Toen ze zich daarna voedden met de ellende van de Turtle, werden ze groter en machtiger. Hun zielen combineerden uiteindelijk tot Adversary.
Nadat de Great Turtle hem naar de wildernis van Norhampton had gebracht, begon Donatello stemmen te horen. Deze stemmen vertelden hem dat hij de sjamaan was en het zijn lot was om Adversary te doden en de zielen van de Turtles die hij had verslonden te bevrijden. In werkelijkheid was het Leonardo die Adversary moest doden.
Leonardo slaagde uiteindelijk in zijn opdracht na een lange strijd. Deze ontmoeting met Adversary werd opgenomen in Turtle Soup #1 en TMNT Vol. 1, #37.

### Ancient One
De Ancient One is een Japanse ninjutsumeester die Hamato Yoshi adopteerde en trainde. Daarmee is hij min of meer de “grootvader” van Splinter. De Ancient One is een korte, dikke oudere man die in de serie in twee gedaantes te zien is. Toen hij Yoshi trainde had hij lang zilver haar en een baard. Toen hij Leonardo ontmoette was hij bijna kaal.
De Ancient One trainde naast Yoshi ook diens vriend Yukio Mashimi en een vrouw genaamd Tang Shen, die later verliefd werd op Yoshi. Tegen de wensen van de Ancient One in werd Yoshi een gardiaan van de Utroms.
Toen de Ancient One voor het eerst opdook in de serie was Leonardo naar hem toegestuurd door Splinter voor extra training en woedebeheersing. Toen Leonardo de Ancient One ontmoette, herkende hij hem niet als dusdanig.
Hij verscheen opnieuw in de aflevering "Scion of the Shredder," waarin hij voelde dat er iets mis was met Leonardo’s familie en hij Leonardo terug naar huis stuurde.
Zijn tot nu toe laatste optreden in de serie was in de finale van het vierde seizoen, waar hij de schuilplaats van de Turtles binnenging om Splinter te informeren dat de Turtles waren gerekruteerd door het Ninja Tribunal.
Ancient One had ook een rol in het “verloren” vijfde seizoen, waarin hij en Splinter het Ninja Tribunal bezoeken.
De Ancient One lijkt sterk op de tanuki en lijkt te zijn gebaseerd op vele oude en wijze personages uit verschillende films, zoals Yoda en Mr Miyagi. Zijn stem werd gedaan door Sean Schemmel.

### Angel
Een tienermeisje uit Casey Jones' buurt, en een goede kennis van Casey. Ze kwam onder invloed te staan van de Purple Dragons straatbende. Casey en de Turtles probeerden haar uit alle macht terug op het rechte pad te krijgen, waarna ze een vriend van de Turtles werd.
Ze keerde later in de serie weer terug toen haar oudere broer werd vermist, en ze de Turtles om hulp vroeg. Haar laatste optreden in de serie was als boodschapper nadat Karai en de Foot Clan de Turtles schuilplaats hadden vernietigd.
Ze deed in vier afleveringen mee:
- Fallen Angel
- The Christmas Aliens
- The Darkness Within
- Prodigal Son

### General Aquila
General Aquila is een oude stenen generaal die meedeed in de film TMNT. Hij, zijn drie broers en zijn zus probeerden in oude tijden met een massief leger de wereld te veroveren. Om dit te bereiken opende Yaotl een dimensionale poort waarlangs 13 monsters deze wereld binnenkwamen. De opening van de poort veranderde Aquila en drie van zijn broers/zussen in steen.
Eeuwen later probeerden hij en de andere stenen generaals de 13 monsters terug te drijven door de poort om hun vloek op te heffen. Ze hielden echter wel van hun onsterfelijkheid en Aquila leidde een opstand tegen Yaotl, die nu Max Winters heette.
Winters, samen met de Foot Clan en de Turtles, slaagde erin de 13 monsters en de generaals terug de drijven door de poort. Eenmaal door de poort heen veranderden Aquilla en de andere generaals weer in normale mensen, wier lichamen meteen tot stof vergingen.
Zijn stem werd gedaan door Kevin Michael Richardson.

### Armaggon
Armaggon is een gemuteerde haai uit de toekomst. Hij verscheen in de Archie Comics versie van de Teenage Mutant Ninja Turtles, waarin hij samenwerkt met Shredder en Verminator-X om Donatello's Time-Slip Generator te bemachtigen.
Hij was ook een bespeelbaar personage in de Super NES versie van Teenage Mutant Ninja Turtles: Tournament Fighters.

### Aska
Aska is een personage speciaal bedacht voor het spel Teenage Mutant Ninja Turtles: Tournament Fighters. Ze deed mee aan het toernooi in dit spel om met het prijzengeld haar eigen dojo te kunnen openen.
Haar kleding en nog een paar details verschilden tussen Aska’s personage in de Japanse versie van het spel, en in de Amerikaanse versie van het spel.

### Kerma
Een turtleloid van de planeet Shell-Ri-La. Hij is zelf een tweebenige Turtle die door het heelal reist met zijn ruimteschip. Hij vroeg de Turtles geregeld om hulp voor “kleine problemen”, die achteraf verre van klein bleken te zijn. Hij deed mee in de eerste animatieserie in de afleveringen 138, 139 en 162

### Constable Biggles
Aloysius Biggles is het hoofd van de New Yorkse politie in het jaar 2105. Hij is een grote gouden robot met een stereotypisch Brits accent. Hij is meer gebrand op het volgen van de juiste procedures dan de resultaten. Zijn openingszin als hij arriveert is vrijwel altijd "Hello, hello, hello...what's all this then?" Ironisch genoeg heeft hij een werkrelatie op weten te bouwen met de superheld Turtle Titan, ondanks dat hij vigilantes haat.
Biggles had vaak ontmoetingen met de Turtles, waarvan de meeste niet echt soepel verliepen. Hij strijkt altijd met de eer als de Turtles een vijand verslaan. Zijn stem wordt gedaan door Sean Schemmel.

### General Blanque
General Blanque is een generaal van de menselijke Federation aan de andere kant van de Melkweg. Hij wilde dat Professor Honeycutt voor hem een teleportatiemachine zou bouwen om tegen de Triceratons te gebruiken. De vredelievende Honeycutt weigerde dit. Toen Honeycutt per ongeluk zijn hersenen overplaatste naar een robotlichaam, greep Blanque zijn kans, daar robots niet beschermd werden door de wetten van de Federation.
Blanques plannen werden gedwarsboomd door de Turtles. Toen de Triceratons zich er ook nog mee gingen bemoeien, konden de Turtles ontsnappen.
Blanque dook later weer op toen de Triceratons de Aarde aanvielen. Blanque werkte samen met Agent Bishop om Honeycutt te vangen. Blanque ontdekte dat Honeycutt alle bouwplannen van het teleportatiemachine uit zijn geheugen had gewist. Vervolgens uploadde hij een virus dat alle schepen van de Federation en de Triceratons uitschakelde. Hierna werd Blanque afgezet, evenals de Triceratonleider.
Blanques stem werd gedaan door Mike Pollock.

### Bloodsucker
Bloodsucker is de naam van een personage bedacht door Rick Veitch in Eastman and Laird's Teenage Mutant Ninja Turtles stripboek. Hij verscheen voor het eerst in deel #24. Hij is een gemuteerde bloedzuiger met grote fysieke kracht. Deze mutatie kwam door het mutageen in Raphaels bloed. Door de mutatie veranderde hij in een antropomorf wezen met een enorme dorst naar bloed. Zijn intelligentie nam ook toe, en hij ging zichzelf “Bloodsucker” noemen. Als Bloodsucker vermoordde hij Samuel Booder VI, een industrielist die het water in Bloodsuckers moeras had vergiftigd.
De Turtles spoorden Bloodsucker op in Vermont en bevochten hem. Raphael, die nu weer een normale schildpad was omdat Bloodsucker veel mutageen uit hem had gezogen, beet Bloodsucker en absorbeerde genoeg mutageen om weer terug te veranderen.

### Lotus Blossom
In de eerste animatieserie was Lotus een vrouwelijke ninja uit Japan die tijdelijk Shredders plaats probeerde over te nemen. Ze ontwikkelde een groot respect voor Leonardo en probeerde hem tot haar partner te maken. Haar persoonlijkheid en rol in de serie zijn gelijk aan die van Karai.

### Simon Bonesteel
Gespeeld door Scott McNeil. Bonesteel is een jager op groot wild die graag op beschermde dieren jaagt. Hij probeert continu de Turtles te vangen in de hoop rijk te worden. Hij had de gewoonte om zijn wapens vrouwennamen te geven zoals "MaryLou the Crossbow".

### Louis Braunzel
Een huurder in April O'Neils appartement die voorkwam in volume 2 van de Mirage strips. Hij was getuige van Raphaels ontvoering door DARPA en zijn gevecht met Dr. Baxter Stockman. Later bleek dat in de jaren 50 Louis zelf ook het slachtoffer was geworden van DARPA experimenten. Deze gaven hem mentale krachten zoals het manipuleren van andermans gedachten en emoties. Hiermee kon hij gemakkelijk ontsnappen.
Samen met Casey en de Turtles brak hij in bij het DARPA hoofdkwartier om Raphael te redden. Ook hielp hij een Triceratoninvasie te stoppen. Na afloop wiste hij de herinneringen van de Turtles aan al deze gebeurtenissen, en verliet New York.

### Carter
Carter is een tiener uit de eerste animatieserie. Hij dook voor het eerst op in seizoen 9, waarin hij de gave kreeg om in een enorm wezen te veranderen door blootstelling aan mutageen. Zijn stem werd gedaan

### Dr. Chaplin
Dr. Chaplin was een wetenschapper die in de tweede animatieserie werd ingehuurd door Shredder om Dr. Baxter Stockman te vervangen als Shredders hoofdwetenschapper. Zijn eerste daad was het maken van Amazonian Mechs, robots gemodelleerd naar Karai.
Chaplin zag Stockman als een idool en maakte zelfs voor zijn hersenen een nieuw exopak om te leven. Tevens maakte hij een verbeterde versie van Stockmans Mouserrobots. Ondanks dat Stockman hen verraadde en zich bij Agent Bishop aansloot veranderde er niets aan Chaplins houding tegenover hem.
Chaplin hield ervan om voor Shredder te werken, en trok zich zelfs niets aan van het feit dat Shredder een Utrom was. In de finale van het derde seizoen was hij kapitein van Shredders schip.

### Cheng
Raphaels rechterhand tijdens zijn tijd als Shredder. Cheng was een zeer machtige genezer, die zelfs Splinter kon genezen van hondsdolheid en zijn mutatie in een vleermuis. Later bleek hij een handlanger te zijn van Lady Shredder, die in werkelijkheid al vanaf het begin tegen Raphael was.

### Chote
Een dinosaurusachtige samoerai en de helper van Savanti Romero. Verscheen in TMNT #46 en 47.

### Complete Carnage
Complete Carnage stond oorspronkelijk bekend als Max Wilsocchi. Als kind dacht hij wel een succesvolle carrière te kunnen maken in de sportwereld en deed dus niets aan zijn studie. Hij bleek echter maar middelmatig in sport en moest een klusjesman worden om de kost te verdienen.
Een van zijn klusjes was taken vervullen voor een indiaanse man in een indianenreservaat. Op een dag stapte Max per ongeluk op heilige grond en werd vervloekt. De vloek liet enige jaren op zich wachten alvorens uit te komen. Hij werd geraakt door een bliksem die hem in een monster veranderde. Dit monster kwam bekend te staan als Complete Carnage.
Als Comple Carnage vocht hij met de Turtles en Dr. Hazel Macintire, die ook door een bliksem was geraakt en daardoor superkrachten had gekregen en nu bekendstond als "Radical". Later leerde Comple Carnage van een sekte zijn volledige kracht. Hij kon objecten absorberen gelijk aan Marvel Comics' Absorbing Man. Hij probeerde de Turtles en Radical te verslaan door een straat te verslinden. Dit bleek een fatale vergissing en hij stierf.
Maanden later verscheen Complete Carnage onverwacht op nieuw in Chicago. Dit was niet de echte Complete Carnage maar een kloon gemaakt door het Whelan-Freas Scientific Research Center. De Turtles konden deze tweede Comple Carnage pas verslaan met behulp van The Savage Dragon. Ze verdronken Complete Carnage in het Michiganmeer.

### DeathWatch
Een psychopaat. DeathWatch was oorspronkelijk Johnny Lee Reaburn, een conciërge op een basisschool in Little Rock, Arkansas. Tussen 1970 en 1976 vermoordde hij 28 kinderen op deze school. Het kind dat zijn 29e slachtoffer had moeten worden overleefde echter en leidde de autoriteiten naar Johnny’s appartement. Hij werd gearresteerd en veroordeeld.
Toen president Jimmy Carter het Seeker Program opstartte, een programma om veroordeelden een tijdje de ruimte in te sturen, werd Johnny gekozen als een van de “gelukkige” proefkonijnen. Hij moest naar leven zoeken op Pluto, en zoeken naar Planet X.
Na 16 jaar keerde Johnny terug op Aarde, nu nog gestoorder dan ooit. Tijdens zijn verblijf in de ruimte was hij gefuseerd met een Turrellan sonde. Deze fusie maakte hem tot een supersterk demonisch wezen. Hij noemde zichzelf nu DeathWatch en besloot om iedereen die hem “had benadeeld” te vermoorden. Hij begon met Rechter Pulaski.
Op weg naar Little Rock werd hij tegengehouden door Donatello (in cyborgvorm), Officer Dragon en Vanguard. Hoewel ze DeathWatch een tijdje konden stoppen, vernietigde DeathWatch Donatello's hersenen waardoor zijn robothelft de controle kon overnemen.
Later bevocht het trio helden DeathWatch opnieuw in zijn thuisstad, die hij vrijwel geheel had uitgemoord. DeathWatch werd door het drietal verslagen maar kon ontkomen. Zijn huidige locatie is niet bekend.

### Dragon Face
Co-leider van de Purple Dragons sinds de dood van de vorige leider. Is niet meer actief geweest sinds de City at War-verhaallijn waarin hij de Dragons probeerde op te zetten tegen Hun.

### Dragonlord
De hoofdvijand uit de serie Ninja Turtles: The Next Mutation. Dragonlord is de leider van een groep mensachtige draken die konden ontsnappen naar de mensenwereld door de Turtles, die hun meester Splinter kwamen redden uit de droomwereld, te volgen. Hij was sterk maar niet bijster slim. Hij kon de Turtles wel verslaan op het gebied van brute kracht, maar ze waren hem geregeld te slim af. Als draak kan hij vuurspuwen.

### Drako
Een oude winnaar van het Battle Nexus toernooi en een rivaal van Splinter. Splinter versloeg hem een paar jaar terug in de finale van het toernooi, ondanks dat Drako een van Splinters benen brak. Drako was woedend over deze nederlaag en stuurde een leger huurmoordenaars op Splinter af. Splinter werd gered door tussenkomst van Miyamoto Usagi en later de Daimyo van de Battle Nexus.
Als gevolg van zijn nederlaag richtte Drako zijn aandacht op de oorlogsstaf. Hij plande om samen met Ultimate Ninja, de zoon van de Daimyo, de oorlogsstaf te stelen. Hiermee wilde hij Splinter en de Daimyo uit de weg ruimen.
Drako wist de staf te bemachtigen in de finale van het tweede seizoen, maar het kwaad in zijn hart maakte dat de staf een scheur in tijd en ruimte veroorzaakte. Drako en Ultimate Ninja werden deze scheur in gezogen. Als gevolg hiervan fuseerden de twee tot Ultimate Drako.
Als Ultimate Drako wisten ze de tijdscepter van Lord Simultaneous te bemachtigen. Met deze scepter stuurde Ultimate Drako de Turtles door tijd en ruimte naar andere werelden. Hij ging toen naar de Battle Nexus, ving Splinter en verzwakte de Daimyo. Toen Leonardo en Usagi later in de Battle Nexus arriveerden konden ze met de oorlogsstaf de andere Turtles terughalen.
Ultimate Drako bemachtigde ook de oorlogsstaf. Toen hij de Daimyo wilde doden, bleek een deel van Ultimate Ninja nog steeds te geven om zijn vader, waardoor Ultimate Drako niet de genadeklap kon geven. De Tijdscepter, die deels een eigen wil had, combineerde zijn krachten vervolgens met de oorlogsstaf om alles en iedereen te herstellen tot zijn oude vorm. Drako en de Ultimate Ninja splitsten weer in twee wezens en vergingen beide tot stof. Lord Simultaneous bracht Ultimate Ninja later weer tot leven, maar Drako is blijkbaar voorgoed verslagen.
Drako verscheen in de volgende afleveringen:
- The Big Brawl, deel 1 t/m 4
- Time Travails
- Reality Check
- Across the Universe
- Same As It Never Was
- The Real World, deel 1 en 2

### Lord Dregg
Dregg was buitenaardse krijgsheer uit de eerste animatieserie, die in de laatste twee seizoenen van die serie Shredders rol als hoofdvijand van de Turtles overnam. Hij wilde de wereld veroveren, maar zijn plannen werden telkens verslagen door de Turtles. In zijn laatste poging probeerde hij met een robotpak de energie van verschillende andere aliens te absorberen. Dit werd voorkomen door Donatello en Michelangelo met behulp van Krangs exopak. Met dit pak krompen ze Lord Dregg tot miniformaat en verbanden hem naar Dimensie X. Zijn stem werd gedaan door de inmiddels overleden acteur Tony Jay.

### Darius Dun
De oom van Cody Jones en voormalig C.E.O. van O'Neil Tech. Hij heeft een rivaliteit met Cody en de Turtles om controle voer O’Neil Tech.
Gedurende zijn tijd als C.E.O. van O'Neil Tech gebruikte Darius zijn neefs bedrijf voor een aantal duistere zaakjes. Hij runde een wapenbedrijf, wat tegen de reglementen van O’Neil Teck inging. Hiermee voorzag hij criminele bendes, en vooral Sh’Okanabo, van wapens. Hij bespioneerde Cody met camera’s en huurde privé-soldaten in om Cody en de Turtles te verslaan.
Hoewel de Turtles afwisten van Darius’ criminele activiteiten lukte het hun niet dit te bewijzen, en stond Darius bij de buitenwereld nog altijd bekend als een respectabele man. Toen Cody er wel in slaagde Darius’ te ontmaskeren, maakte hij klonen van de Turtles en ging direct de confrontatie met Cody en de Turtles aan. Hij verloor dit gevecht en moest onderduiken.
Darius Duns stem wordt gedaan door David Zen Mansley.

### Vernon Fenwick
Vernon Fenwick is een cameraman bij de televisiezender Channel 6. Hij is net zoals zijn baas, Burne Thompson, ervan overtuigd dat de Turtles misdadig zijn. Hij probeert vaak April te overtreffen als journalist, maar omdat hij een lafaard is mislukt dit altijd.

### Candy Fine
Candy is Mondo Gecko’s aantrekkelijke vriendin. Ze luistert alleen naar heavymetalmuziek uit de jaren 80.

### Abigail Finn
Een zogenaamde monsterjager met een eigen kabelshow over monsterjagen. Ze is ervaren in biologie en technologie. Ze maakte opnames van de “groene man van de bergen”, wat later Michelangelo bleek te zijn. Samen met haar assistent Parker probeerde ze dit monster te vangen, maar uiteindelijk kreeg ze Casey in een monsterkostuum te pakken. Toen dit bekend werd, werd ze in het openbaar vernederd.

### Garbageman
Een zeer dikke man, die waarschijnlijk zelfs te zwaar is om te lopen. Hij gebruikt een plateau op poten met grijparmen en wapens om vooruit te komen (gelijk aan Mojo uit Marvel Comics). Hij verscheen in twee afleveringen van de tweede animatieserie. Hij ontvoerde dakloze mensen om hen tot slaven te maken voor het werk op zijn eiland. De Turtles ontdekten dit en versloegen de Garbageman.
Een paar maanden later dook hij weer op in een onderwaterstad, waar Donatello en Mikey per ongeluk belandden met Donatello’s nieuwe duikboot. In deze aflevering bouwde hij een stad onder water door schepen te laten zinken. De Turtles wisten hem wederom te verslaan. Zijn stem werd gedaan door Mike Pollock.
Garbageman zou oorspronkelijk ook meedoen in een aflevering getiteld "Nightmares Recycled", maar de productie van deze aflevering werd stilgelegd omdat men de inhoud niet geschikt vond voor kinderen. In de aflevering zou worden onthuld dat Garbageman en Hun een Siamese tweeling waren die bij de geboorte van elkaar werden gescheiden.

### Gauntlet
Gauntlet is een superheld in het TMTN universum. Hij heeft twee enorme handschoenen die hem bovenmenselijke kracht geven. Toen hij samen met de Justice Force tegen Nano vocht, werd hij makkelijk verslagen.

### General Gato
General Gato is een van de stenen generaals uit de film TMNT. Hij werd eeuwen geleden in steen veranderd toen hij en zijn mede generaals een poort openden en 13 monsters opriepen.
In het heden werkte hij in eerste instantie mee met Max Winters om alle monsters weer op te sporen, maar later deed hij mee met de muiterij tegen Winters omdat hij graag onsterfelijk wilde blijven. Uiteindelijk werd hij samen met de andere generaals verbannen door de poort die ze zelf hadden opgeroepen, waarna zijn lichaam tot stof verging. Zijn stem werd gedaan door Fred Tatasciore.

### Glurin
Glurin is een jonge Utrom wetenschapper die was gestationeerd in de Aardbasis. Toen April O'Neil werd geïnfecteerd door nanobots van Dr. Stockman, kwam Glurin met het idee om andere nanobots te gebruiken om Baxters nanobots te vernietigen.

### Mr. Go
Mr. Go is een van de leden van het duo “Touch and Go”, twee huurmoordenaars met superkrachten ingehuurd om de Turtles te vernietigen.
Touch en Go dragen speciale armbanden die als ze met elkaar worden verbonden, hun lichamen opladen met energie. Mr. Go krijgt door deze energie bovenmenselijke snelheid, die hij gebruikt in combinatie met zijn gevechtsvaardigheden. Deze power-up is echter maar van korte duur, en als de twee te lang van elkaar worden gescheiden verliezen ze hun kracht.

### Granitor
Een blauwe Rock Soldier met een vreemd gevormd hoofd. Hij verscheen in de eerste animatieserie en was een eindbaas in het arcadespel.

### Starlee Hambrath
Een rolschaatsend meisje van de planeet Omatran. Ze is een medewerker van O'Neil Tech waar ze geregeld Cody Jones helpt. Ze is een expert met technologie.

### Jammerhead
Leider van de Street Phantoms, een kleine straatbende. Hoewel hij in eerste instantie menselijk is (en vermoedelijk wel van de Aarde komt) heeft hij zijn lichaam versterkt met cyberimplantaten. Deze implantaten maken hem echter machteloos als er een kapotgaat of gesaboteerd wordt. Hij gebruikte een apparaat dat zijn bewustzijn kon overbrengen op andere mensen.

### Jhanna
Een van de twee mensen van een buitenaards ras die in seizoen 4 naar de aarde kwamen. Ze vocht tegen een andere alien genaamd Moriah.

### Cody Jones
De achterkleinzoon van Casey Jones en April O'Neil. Cody Augustus Jones (stem van Christopher C. Adams) woont op Aarde in het jaar 2105. Hij is eigenlijk de eigenaar van O'Neil Tech en derhalve erg rijk, maar hij is volgens de wet te jong om het bedrijf alleen te mogen leiden.
Cody had veel gehoord over de Turtles en wilde ze graag eens in actie zien. Hij maakte een speciaal raam waarlangs hij in het verleden kon kijken. Dit had een onverwachte bijwerking, en de Turtles werden per ongeluk naar het jaar 2105 getransporteerd.
Cody nodigde de Turtles uit in zijn huis en voorzag hen van de nodige spullen tot hij een manier kan vinden om ze weer naar huis te sturen.
Door de serie heen heeft Cody een persoonlijkheid getoond die duidelijk een mix is van die van zijn overgrootouders.Net als April is hij zeer bedreven met techniek, maar net als Casey is hij ook overmoedig en koppig.

### Sid Jones
Casey Jones' neef die in de strips alleen meedeed in Tales of the TMNT #1. Hij kwam op een winterdag naar Caseys huis in Northampton waar volgens hem Caseys grootvader geld had verstopt. Op dat moment bevonden ook de Turtles, April en Casey zich in het huis om te herstellen van hun aanval door Shredder. De Turtles verdreven Sid uit het huis toen hij dit met geweld wilde overnemen.
Hij verscheen ook in de tweede animatieserie in de aflevering "Cousin Sid". Hierin zocht hij ook het geld van Caseys grootvader, maar ditmaal om de Northampon tak van de Purple Dragons te kunnen betalen daar hij hun geld schuldig was.

### Shadow Jones
Casey Jones’ geadopteerde dochter uit de originele stripserie. Ze is de dochter van Gabrielle, een vrouw waar Casey verliefd op werd en mee trouwde gedurende de “City At War” verhaallijn. Haar moeder stierf bij haar geboorte, waarna Casey haar adopteerde. Hij nam haar mee naar New York waar hij zijn relatie met April herstelde en samen met haar Shadow opvoedde. Splinter werd min of meer een grootvaderfiguur voor haar.
Opgroeien in de nabijheid van de Turtles bleek niet echt goed voor haar. Ze ging vaak naar donkere plaatsen, maar na een ongeluk met weerwolven veranderde ze haar levensstijl. Uit angst voor haar veiligheid verhuisden Casey en April met haar naar een boerderij in Northampton, Massachusetts, samen met Splinter en een andere geadopteerde oom; "Stainless Steel" Steve. Ze kreeg van Splinter les in ninjitsu tot aan zijn dood.

### Juto
Een lid van het Ninja Tribunal en de ninjitsumeester van de wapens. Hij is de meest agressieve van de vier leden en beledigd geregeld zijn studenten. Hij gaf zijn studenten de opdracht hun normale wapens te vervangen door magische, waaronder de legendarische “tanden van de draken”.

### Keno
Een pizzabezorger getraind in vechtsport. Hij deed mee in de tweede TMNT film waarin hij werd gespeeld door Ernie Reyes, Jr., de man die in de eerste film Donatello’s stuntman was.

### Kenshin
Japanse prins en zoon van Lord Norinaga. Hij kwam voor in de derde film, waarin hij door een magische scepter per ongeluk in het heden belandde (en daarbij April naar het verleden stuurde).

### King Komodo
De halfbroer van Go-Komodo. Hij was oorspronkelijk een gewone varaan tot hij werd gemuteerd door mutageen afgetapt van Splinters bloed. Na zijn mutatie viel hij meteen de Turtles aan. Deze waren in eerste instantie geen partij voor hem, totdat de cyborg-Donatello opdook.
King Komodo ontmoette later Pimoko, die het monster enige menselijkheid gaf. Daarna liet hij Komodo los in de riolen van New York. Daar vond en vermoordde hij twee kinderen. Dit maakte dat er een prijs werd gezet op het hoofd van het rioolmonster. Leonardo hoorde van de moord, maar dacht dat Leatherhead er achter zat. Toen hij Leatherhead opzocht, bleek deze reeds te zijn verslagen door King Komodo. Leonardo slaagde er later in om King Komodo te doden, maar niet voordat een van Komodo’s helpers Leo’s hand afbeet.

### King of Thieves
De King of Thieves (Koning der dieven) verscheen voor het eerst in deel 3 van "Tales of the Teenage Mutant Ninja Turtles". Deze strip werd later omgezet tot de aflevering All Hallows Thieves van de tweede animatieserie. Hij stal een beeld uit Aprils winkel en gebruikte dit om wezens op te roepen die voor hem konden gaan stelen. Later bracht hij zelfs het beeld tot leven om tegen de Turtles te vechten. De Turtles versloegen het beeld, en de King werd gearresteerd.

### Kluh
Een deelnemer aan het Battle Nexus toernooi en Michelangelo’s tegenstander in de finale. In het begin leek Kluh maar een klein mannetje, maar later bleek hij uit te kunnen groeien tot een grote sterke vechter. Zijn duel met Michelangelo werd onderbroken door Drako, waarna Michelangelo op puur geluk won.
In seizoen 4 keerde Kluh terug en eiste een revanche. Zonder het te weten had een Levrammagiër alle beschermingen van de Nexus opgeheven en de Ultimate Ninja gegijzeld zodat de Daimyo niets kon doen. Door training van Leonardo wist Michelangelo toch weer te winnen.
Kluhs naam en de naam van zijn dimensie (Levram) zijn in feite de namen "Hulk" en "Marvel" achterstevoren geschreven.

### Klunk
Michelangelo’s huiskat. Hij verscheen voor het eerst in de Michelangelo microserie, maar stierf door een aanrijding in Tales of the TMNT vol. 2 deel 9.
Klunk verscheen ook in de tweede animatieserie vanaf de aflevering The Christmas Aliens.

### Warlord Go-Komodo
Warlord Go-Komodo (ook bekend als de Dragonlord, maar niet te verwarren met de Dragonlord uit The Next Mutation) is de eigenaar van Komodo Industries en de laatste afstammeling van het House of Komodo, een clan die afstamt van de draken. De rest van de clan is reeds uitgeroeid in de eerste Wereldoorlog.
In een poging zijn “geboorterecht” op te eisen en een echte draak te worden liet hij Splinter ontvoeren met het plan het mutageen in Splinters bloed te gebruiken om een echte draak te worden.
De Turtles hadden zijn plan door en spoorden hem op. Hoewel Go-Komodo niet de kans kreeg zichzelf het mutageen toe te dienen, kon hij dit wel toedienen aan zijn varaan en halfbroer King Komodo.

### Korobon
Korobon is een Utrom die zichzelf benoemde tot de ambassadeur van de Aarde names de Utrom Confederatie. Hij liet dit de Verenigde Naties weten middels een televisie-uitzending.

### Irma Langinstein
In de eerste animatieserie was Irma de secretaresse van Channel 6, en een goede vriendin van April. Irma is een van de weinige mensen die de TMNT accepteert en ze niet als kwaadaardig ziet.
Een vriend zijn van de Turtles kan soms voor problemen zorgen, zo ook voor Irma. In een aflevering verandert ze in een reuzin van 30 voet (ruim 9 meter). Ook heeft ze de slechte gewoonte om als ze kwaad is op andermans tenen te gaan staan. Van alle Turtles kan ze het best opschieten met Donatello.
Irma is gek op mannen en probeert altijd een vriend te krijgen. Zelfs als haar leven in gevaar is kan ze niet ophouden te denken aan mannen. Ze werd zelfs een keer verliefd op Shredder, al was dat enkel omdat ze dacht dat er iemand anders in Shredders kostuum zat. De enige man die ze niet uit kan staan is Vernon.
Irma's achternaam werd in de serie nooit vermeld. De naam "Langinstein" werd eenmaal gebruikt in Teenage Mutant Ninja Turtles: The Cufflink Caper.

### Yukio Mashimi
Een personage bedacht voor de tweede animatieserie om Oroku Nagi te vervangen. Yukio Mashimi was een goede vriend van Hamato Yoshi. Als kinderen waren ze allebei wezen, en zwierven door de straten van Tokio. Ze werden geadopteerd door de Ancient One die hen ninjitsu leerde. Zowel Yoshi als Mahimi werden verliefd op Teng Shen.
De twee werden uiteindelijk gardianen van de Utroms. Maar terwijl Yoshi zeer succesvol was en steeds meer promotie kreeg, bleef Mashimi achter bij de lagere rangen. Dit maakte hem zwaar jaloers op Yoshi. Het feit dat Shen meer hield van Yoshi was voor Mashimi de druppel. Hij vermoordde haar, werd lid van de Foot Clan en verraadde de Utroms aan Shredder. Later zocht Yoshi hem op en nam wraak door Mashimi te verslaan in een duel. Dodelijk gewond kon Mashimi Yoshi nog net om vergeving vragen voordat hij stierf.
Zijn stem werd gedaan door Sean Schemmel.

### Oyuki Mamishi
Bedacht door Dean Clarrain en Chris Allan voor de strip van TMNT Adventures. Oyuki is een dakloze Japanse tiener die uiteindelijk Aprils kamergenoot en assistent werd.
Oyuki ontmoette April en de Turtles voor het eerst in de Rising Sun verhaallijn, waarin ze werd ontvoerd om als offer te dienen door de crimineel Chien Khan. Na te zijn gered, kreeg hij een thuis aangeboden door April.

### Chester "Chet" Manley
De jongen die de vier schildpadden die uiteindelijk de Turtles zouden worden kocht in een dierenwinkel. Op weg naar huis zag hij een blinde man die dreigde te worden overreden door een truck met chemisch afval. Hij duwde de man aan de kant en redde diens leven. Helaas voor hem liet hij ook de pot met de schildpadden vallen, die vervolgens het riool in werden gespoeld samen met enkele chemicaliën.
Jaren later (in de Mirage stripserie) werd Chet een schoonmaker die de riolen moest onderhouden. Hier ontmoette hij de Turtles weer die hij jaren terug had verloren, en ontdekte wat ze nu waren geworden.
Daar hij een belangrijk onderdeel is in de oorsprong van de Turtles komt Chet in vrijwel elke incarnatie van de Turtles voor. Meestal wordt zijn naam niet gegeven en wordt hij meer even kort gezien.

### Mephos
Een kwaadaardige Avian en voormalige vriend van Raptarr. Hij vond dat de Avians (een ras van op engelen lijkende mensen) de wereld moesten veroveren. Daarom werden zijn vleugels afgeknipt en werd hij verbannen. Hij maakte voor zichzelf een paar metalen vleugels en keerde later terug naar de Avianstad. Daar werd hij verslagen door Raptarr en de Turtles. Zijn stem werd gedaan door Dan Green.

### Merdude
Een personage bedacht door tekenaar Dan Berger. Het personage werd ook omgezet tot een actiefiguurtje en had zijn eigen stripserie.

### Metalhead
Niet te verwarren met de gelijknamige robot. Metalhead is een superheld die jaren geleden lid was van de Justice Force. Hij heeft soepel metaal haar dat hij voor verschillende doelen kan gebruiken. Hij was ook lid van de nieuwe Justice Force, en daarmee de enige die lid is geweest van beide incarnaties.

### Mitsu
Leider van de opstand tegen Lord Norinaga in de derde TMNT film. Ze is verliefd op Norinaga's zoon Kenshin. Ze werd gespeeld door Vivian Wu.

### Mona Lisa
Een mysterieuze vrouwelijke mutant uit de 83e aflevering van de eerste animatieserie: "Raphael Meets His Match." Ze was een potentiële vriendin voor Raphael. Wat voor wezen ze precies is, is nooit opgehelderd. Fysiek lijkt ze op een salamander met haar. Vermoedelijk is ze een mix van verschillende dieren.
Ondanks dat ze met de Turtles meeging naar New York verdween ze al snel uit de serie. Ook de Archie strips en de videospellen maken geen enkele referentie naar haar.

### Mondo Gecko
Een personage bedacht door Mirage Studio’s tekenaar Ryan Brown. In de eerste animatieserie begon hij zijn leven als een normaal reptiel die samen met de Turtles werd gemuteerd. Mondo werd echter meegenomen door een onbekende man. De man bleek een gangster te zijn, die Mondo ook opvoedde tot een gangster. Michelangelo kon Mondo Gecko overtuigen om zijn baas “Mr. X” de rug toe te keren. Hij hielp hen Mr. X te verslaan, waarna hij in de riolen ging wonen en de buurman werd van de Turtles.
In de stripserie van Teenage Mutant Ninja Turtles Adventures was Mondo Gecko oorspronkelijk een tiener en lid van een heavymetalband. Op een dag terwijl hij met zijn skateboard aan het oefenen was in Shredders schuilplaats, kreeg hij mutageen over zich heen en veranderde in een reptiel. Deze versie van Mondo werd uiteindelijk lid van de Mutanimals, waar hij lid van bleef tot de dood van de groep door toedoen van de demon Null.

### General Mono
General Mono is een van de stenen generaals uit de film TMNT. Net als zijn medegeneraals werd hij eeuwen geleden in steen veranderd, en probeert in het heden te voorkomen dat hij zijn onsterfelijkheid zal verliezen.
Hij was de enige generaal zonder stemacteur daar hij nooit sprak.

### Moriah
Moriah is een van de twee leden van een buitenaards ras die in het vierde seizoen van de tweede animatieserie duelleerden. Ze riep zelfs vier monsters op om haar te helpen. Haar stem werd gedaan door Megan Hollingshead.

### Mortu
De kapitein van het Utromschip dat neerstortte in het oude Japan. Na de crash bleef hij veldleider van de Utroms en was hun belangrijkste contactpersoon met mensen. In het heden is hij CEO van het bedrijf TCRI, dat door de Utroms als dekmantel wordt gebruikt. Zijn stem werd gedaan door Dan Green.

### MotorHead
Een gemuteerde taxi die andere voertuigen mentaal kon beheersen. Hij vocht tegen de Turtles in een deel van het Teenage Mutant Ninja Turtles Magazine. Hij was een creatie van tekenaar Ryan Brown.

### Commander Mozar
De militaire commandant van de Triceraton Republiek. Hij is de tegenhanger van General Blanque als het aankomt op militaire zaken. Mozar is de rechterhand van Zanramon, the Triceraton Leider. Hij had de opdracht om Professor Honeycutt te vangen.
Mozar leidde ook de Triceratoninvasie tegen de Aarde. Hij vocht o.a. tegen de Federation toen die zich met de invasie gingen bemoeien. Mozar bewees dat hij toch eergevoel had toen hij weigerde te schieten op de Federatie vloot nadat Honeycutts virus de schepen van de Federatie onklaar had gemaakt.
Mozar verschilde van andere Triceraton soldaten. Hij miste een oog en een van zijn armen was deels vervangen door een mechanische arm. Zijn stem werd gedaan door Dan Green. Hij deed mee in 11 afleveringen:
- Turtles in Space, deel 1 t/m 5
- Space Invaders, deel 1 t/m 3
- Worlds Collide, deel 1 t/m 3

### Mung
Een personage uit de eerste animatieserie, waarin hij diende als lakei en rechterhand van Lord Dregg. Zijn stem werd gedaan door Cam Clarke.

### Nano
Een robotische levensvorm gemaakt van nanobots. Nano, ook bekend als het Nanotech Monster, werd gemaakt door een wetenschapper genaamd Dr. Richards. De nanobots moesten elektronische apparaten repareren. De intelligentie van de nanobots was in het begin gelijk aan die van een driejarig kind aangezien dit de nanobots kon helpen leren. De nanobots kregen echter een persoonlijkheid en ontsnapten. Ze maakten voor zichzelf een lichaam uit oude materialen. Hij zag een crimineel genaamd Harry aan voor zijn “vader” en hielp hem bij zijn misdaden. De Turtles vernietigden Nano uiteindelijk.
Een paar nanobots overleefden de vernietiging waardoor Nano terugkeerde in de aflevering "Modern Love: The Return of Nano". Daarin probeerde hij een familie te vormen met Harry en Dr. Richards.
Nano’s laatste optreden was in de “verloren aflevering” "Membership Drive", waarin hij werd gerepareerd door Dr. Baxter Stockman. De microchip die hij bij Nano inbracht zorgde echter dat Nano sterke persoonlijkheidswisselingen vertoonde (ala dr. Jekyll en Mr. Hyde). In zijn ene vorm wilde hij de Justice force helpen, en in zijn andere vorm hen vernietigen. Uiteindelijk konden Mikey en Leo de chip verwijderen. Hierna werd Nano, nu met een meer volwassen persoonlijkheid, lid van de Justice Force.

### Ninjara
Haar echte naam is Umeko, maar om onbekende reden gebruikt ze de naam Ninjara. Ze wordt vaak gezien als Raphaels vriendin in de TMNT Archie Comics serie, en was ooit lid van een oud ras van mensachtige vossen die op een verborgen eiland voor de kust van Japan woonden. Ze werd een dief en huurmoordenaar voor de kwaadaardige hond-man Chien Kahn, maar veranderde van gedachten toen ze de Turtles ontmoette en verliefd werd op Raphael. Ze was een sterk lid van het team van deel #29 t/m deel #70, waarin de relatie tussen haar en Raphael stukliep.

### Nobody
Een Batmanachtige vigilante. In de originele Mirage stripreeks was Nobody (alias Longer) een politieagent uit Northampton, Massachusetts die ’s nachts werkte als een naamloze vigilante.
In de tweede animatieserie was Nobody een New Yorkse detective die was onteerd door Ruffington, een corrupte wapendealer die hij probeerde te ontmaskeren. Hij ontmoette de Turtles toen hij Ruffington opjoeg, en werd al snel hun bondgenoot.
Nobody verscheen ook in het “verloren” vijfde seizoen van de serie waarin hij een van de nieuwste leden van de Justice Force was. Hij nam deel aan het laatste gevecht tegen de echte Shredder. Zijn stem werd gedaan door Sean Schemmel.

### Lord Norinaga
Een Japanse krijgsheer in oorlog met Mitsu’s leger. Hij verscheen in de derde film waarin hij werd gespeeld door de populaire Japans-Amerikaanse acteur Sab Shimono.

### August O'Neil
Aprils "Oom Augie", August O'Neil is een wereldreiziger, verkenner en wetenschapper. Van hem heeft April haar liefde voor kennis en leren. Hij verdween op een dag op mysterieuze wijze door toedoen van een vreemd voorwerp. Dit voorwerp bracht hem naar een wereld geregeerd door enorme insecten. Hier ontdekte hij in een tempel nog een voorwerp, gelijk aan het voorwerp dat hem naar deze insectenwereld had gebracht. Dit voorwerp bracht hem naar nog een andere wereld, ditmaal een geregeerd door de Brotherhood, een ras van vleesetende hagedissen. Ze dwongen hem onder valse beloftes om hun dimensionele warpgenerator te herstellen. Donatello en April vonden August en brachten hem terug naar de Aarde.
Zijn stem werd gedaan door Marc Thompson.

### Robyn O'Neil
Aprils oudere zus die in Californië woont. Ze is een ongeorganiseerde en onverantwoordelijke vrouw. In de Mirage stripserie had ze een ex-man genaamd Colin, en een zoon genaamd Trevor.

### Professor Obligado
Obligado was een briljante Utrom wetenschapper. Zijn leven en dood werden getoond op de achterste pagina’s van enkele recente delen van Tales of the Teenage Mutant Ninja Turtles. Zijn naam is Spaans voor “gedwongen tot”.

### Oroku Nagi
De broer van Oroku Saki, alias de Shredder. Hij werd gedood door Hamato Yoshi voor het slaan van Tang Shen. Dit maakte dat de Foot wraak wilde op Yoshi. De Turtles ontdekten later dat Oroku’s geest nog altijd rondzwierf in het huis van Tang Shen. Om hem te bevrijden, verbrandden ze het huis.

### Oroku Yoshi
Terwijl hij door de Battle Nexus zwierf, ontmoette Leonardo een entiteit die de vermomming van de Shredder gebruikte. Vreemd genoeg hielp deze Shredder Leonardo juist. Hij bleek later een ervaren Battle Nexus kampioen te zijn genaamd Oroku Yoshi.

### Pimiko
(Oroku) Pimiko is een vrouwelijke ninja die verscheen in Image' volume 3 van de TMNT serie. Ze is de dochter van Oroku Saki en de leider van een groep kunoichi.

### Danny Pennington
De zoon van Aprils baas in de eerste TMTN film. Hij was lid van de Foot Clan en leidde de Foot naar de Turtles toen deze zich schuilhielden in Aprils huis. Hij voelde zich echter schuldig toen hij haar appartement zag afbranden. Hij werd later vrienden met Splinter en hielp hem zelfs ontsnappen. Hij werd gespeeld door Michael Turney.

### Professor Jordon Perry
De hoofdwetenschapper van TGRI in de tweede TMNT film. Hij werd ontvoerd door de Foot Clan vanwege zijn kennis over het mutageen dat de Turtles en Splinter had gemuteerd. Ze dwongen hem om met dit mutageen Tokka en Rahzar te maken. Nadat hij door de Turtles werd gered, maakte hij een tegengif voor het mutageen. Hij werd gespeeld door David Warner.

### Antoine Puzorelli
Een hoge Italiaanse maffiabaas. Hij kwam de Turtles voor het eerst tegen toen hij de Foot Clan inhuurde om Shadow Jones te ontvoeren. De reden voor deze ontvoering was dat Shadow Antoines kleindochter was. Antoines zoon, Albert, had een onenightstand met Shadows moeder, Gabrielle. 
Raphael en Michelangelo spoorden Shadow op en namen haar mee. Antoine gaf de Foot Clan de schuld van het feit dat zijn kleindochter van hem was gestolen. Hij liet het hoofdkwartier van de Clan opsporen en raad van bestuur uitmoorden. Hierna nam Raphael de leiding over de Foot Clan over als de nieuwe Shredder.

### Dr. Cornelius Quease
Een expert op het gebied van mutatie. Hij werd genegeerd door andere wetenschappers vanwege zijn “bizarre theorieën” over mutaties. In een poging te bewijzen dat hij gelijk had, ging hij samenwerken met Dragon Lord. Quease wilde de Turtles vangen en uitzoeken wat hen gemuteerd had, zodat hij dit ook kon toepassen op zichzelf en Dragon Lord.

### Raptarr
Een gevleugelde superheld die opdook in volume 4 van de Mirage stripreeks, waarin hij Michelangelo redde van een hoge val. Sindsdien heeft hij geregeld gastoptredens gehad in de strips.
In de tweede animatieserie was hij een Avian, een ras van mensen die op engelen leken. Hij verbande Mephos toen die de Aarde wilde overnemen. Daarna werd hij een superheld die geregeld Mephos’ plannen stopte. In het vijfde “verloren” seizoen werd hij een nieuw lid van de Justice Force.
Zijn stem werd ingesproken door Marc Diraison.

### Ray Fillet
Ray Fillet, oorspronkelijk bekend als Man Ray, was ooit een marinebioloog genaamd Jack Finney die werkte voor het Burroughs Aquarium in New Jersey. Hij werd blootgesteld aan mutageen en veranderde in een pijlstaartrog.
Hij dook voor het eerst op in de Archie Comics versie van de TMNT, waarin hij de TMNT ontmoette terwijl hij vast werd gehouden door de Oceanauts, piraten die gif in zee loosden. Later sloot Ray zich aan bij de Mutanimals.
Ray verscheen ook in het computerspel Teenage Mutant Ninja Turtles: Tournament Fighters voor de Sega Genesis.

### Joy Reneau
Joy is een van de acht uitverkorenen die door het Ninja Tribunal werden uitgekozen in het “verloren seizoen” van de tweede animatieserie. Er is bijna niets beken dover haar verleden of waarom het Ninja Tribunal haar waardig acht om een van de leden te zijn. Haar spirit avatar is een havik, wat “geen angst” betekent. Joy kwam om bij het gevecht met de demonische Shredder.

### Renet
Renet is een tijdtovenares en leerling van Lord Simultaneous. Renet doet continu verkeerde dingen en is afhankelijk van de Turtles om haar te redden.
Renet ontmoette de Turtles voor het eerst toen Simultaneous haar eropuit stuurde om Savanti Romero te stoppen, een oude vijand van Simultaneous die al eerder knoeide met de tijdstroom. Dankzij de Turtles kon ze hem verslaan.
In de tweede animatieserie werd na dit gevecht met Savanti de tijdscepter gestolen door Ultimate Drako.
Renet is een mens en draagt bijna altijd een blauw uniform.

### Savanti Juliet
De demonische vrouw van Savanti Romero. Ze verscheen in slechts 1 deel van de Mirage stripserie: deel 42, Juliet's Revenge. Ze wilde wraak op de Turtles voor de “dood” van haar man, en wilde nu zelf de macht over de tijd die Savanti Romero niet kon bemachtigen.
Juliet beschikte over zwarte magie gelijk aan die van haar man. Ze bracht een aantal dode mensen (Robert E. Howard, Bruce Lee, Mae West, Leonardo da Vinci en Edgar Allan Poe) tot leven, aan wie ze de taak gaf de Turtles te vangen. Dit alles werd gadegeslagen door een toekomstige versie van Renet. Ze reisde terug in de tijd en hielp de Turtles Juliet te verslaan.

### Savanti Romero
Een demonische tovenaar en vijand van Lord Simultaneous. Hij was ooit een leerling van Simultaneous. Romero was echter hebberig en vond dat hij de meester van de tijd moest zijn. Simultaneous strafte hem door hem in een monster te veranderen.
In zowel de strips als animatieserie vocht hij met Renet en de Turtles in een poging de tijdscepter de bemachtigen. Hij slaagde hierin, maar werd toch verslagen door de Turtles waarna Simultaneous hem naar de prehistorie verbande.
Later reisden de Turtles met Renet terug naar de Prehistorie om te voorkomen dat Savanti de mensheid zou uitroeien.

### Scratch
Scratch is een actiefiguurtje van een inbreker, en een van de zeldzaamste TMNT actiefiguurtjes ooit gemaakt. Hij werd bedacht door Ryan Brown.

### Scumbug
Scumbug is een gemuteerde insectenverdelger. Hij probeert continu de Turtles uit te roeien. Hij verscheen voor het eerst in de Archie TMNT stripreeks.

### Serling
Een robot uit het jaar 2105. Is de butler van Cody Jones. Altijd netjes en beleefd (maar met een gevoel voor drama en sarcasme) is Serling niet echt blij met de Turtles en de chaos die ze aanrichtten.
Serling heeft geen gevechtsvaardigheden wat hem tot een slechte beschermer maakt. Cody gaf hem later een nieuw Turtle X harnas.
Serlings stem werd gedaan door Marc Thompson.

### General Serpiente
Een van de stenen generaals uit de film TMNT en de enige vrouwelijke generaal. Net als haar broers wilde ze eeuwen geleden de wereld veroveren maar faalde en werd een stenen beeld. Aan het einde van de film veranderde ze terug in een mens en verging haar lichaam tot stof.
Haar stem werd gedaan door Paula Mattioli.

### Shogun
Een van de eindbazen in het Teenage Mutant Ninja Turtles (arcadespel) Teenage Mutant Ninja Turtles arcadespel. Hij is een buitenaardse cyborg en een premiejager. Hij kan zijn hoofd loskoppelen van zijn lichaam.

### Sh'Okanabo
Een alien die verscheen in het "Fast Forward" seizoen van de tweede animatieserie. Volgens President Bishop zien de meeste hem als een mythe. In werkelijkheid is hij een duistere gedaanteveranderaar die "The Day of Awakening" wil veroorzaken op Aarde. Hiervoor heeft hij verschillende plannen,waaronder infiltratie van O’Neil Tech. Zijn uiterlijk is waarschijnlijk gebaseerd op Marvel Comics’ Venom. Zijn stem werd gedaan door Sean Schemmel.

### Silver
Een Yeti en de laatste van zijn soort. Hij woont in New York en werkt als misdaadbaas om een fortuin te verdienen. Hij wordt altijd razend als iemand hem een “aap” noemt.

### Silver Sentry
Een supermanachtige superheld uit de tweede TMNT animatieserie. Silver Sentry is de held die Michelangelo inspireerde om zelf een held te worden: de Turtle Titan. Hij redde de Sentry toen deze in de macht kwam van zijn aartsvijand, Dr. Malignus.
Silver Sentry werd later lid van de Justice Force, waar hij blijkbaar de leider van is. Net als veel andere superhelden uit de serie bestaan er strips, actiefiguurtjes en televisieserie van hem.

### Lord Simultaneous
De meester van de tijd. Lord Simultaneous heeft twee vormen: een groot zwevend hoofd en de gedaante van een kleine oude man.
Als tijdmeester is het Simultaneous taak om problemen met de tijdstroom op te lossen. Hij heeft blijkbaar al vele catastrofes opgelost. Zijn pogingen een leerling op te leiden waren minder succesvol. De eerste, Savanti Romero, bleek een verrader die enkel uit was op macht. De tweede, Rennet, bleek bijna niets goed te kunnen.
Nadat Ultimate Drako de tijdscepter had gestolen, maar de scepter uit eigen wil Ultimate Drako weer opsplitste in Drak en Ultimate Ninja, gebruikte Lord Simultaneous om de Ultimate Ninja (die tot stof was vergaan) weer tot leven te brengen als een kind.

### Sisyphus
Een gemuteerde kever die verscheen in Teenage Mutant Ninja Turtles: Tournament Fighters voor de Sega Genesis. Hij werd puur voor het spel bedacht en kwam in geen enkele andere incarnatie voor.

### Slashuur
Een personage uit het videospel gebaseerd op het tweede seizoen van de tweede animatieserie. Slashuur is een Utrom wiens planeet werd aangevallen door Shredder. Hij overleefde, maar liep wel littekens op. Hij is een voormalige deelnemer van de Battle Nexus, die om onbekende reden een huursoldaat werd.

### Chief Sterns
Gespeeld door Raymond Serra. Chief Sterns is een inefficiënte agent van de New Yorkse Politie die niet in staat was de misdaadgolf in zijn wijk op te lossen. Hij verscheen in de eerste film en een scène van de tweede film. Hij geloofde Aprils verhaal dat de Foot achter de misdaadgolf zat niet.

### Barney Stockman
Baxter Stockmans tweelingbroer uit de eerste animatieserie. Hij was op de hoogte van het feit dat Baxter een vlieg was geworden, en wilde hem wreken. Hij kan er niet tegen als mensen hem voor zijn broer aanzien. Zijn stem werd gedaan door Pat Fraley.

### Tang Shen
De geliefde van Hamato Yoshi in de Mirage strips, de films en de tweede animatieserie. In alle incarnaties waarin ze voorkwam werd haar liefde voor Yoshi haar fataal. Ze werd in alle incarnaties gedood door een jaloerse rivaal van Yoshi (in de meeste gevallen Oroku Naki, maar in de films Oroku Saki en in de tweede animatieserie Yukio Mashimi), en haar dood was de reden dat Yoshi naar New York kwam.

### Tatsu
Tatsu (gespeeld door Toshishiro Obata en stem gedaan door Michael McConnohie) is Shredders rechterhand en tweede bevelhebber over de Foot Clan in de eerste twee TMNT films. Hij is een ervaren vechter, maar behoorlijk agressief en met een kort lontje. Hij werd tegen het einde van de eerste film verslagen door Casey Jones. In de tweede film wilde hij na Shredders “dood” de leiding over de Foot Clan op zich nemen.
Tatsu was een eindbaas in het videospel Teenage Mutant Ninja Turtles: The Hyperstone Heist. Dit was zijn enige optreden in een videospel.

### Burne Thompson
Aprils baas bij Channel 6 in de eerste animatieserie en de Archie Comics stripreeks. Hij is ervan overtuigd dat de Turtles kwaadaardig zijn en probeert ze allerlei misdaden in de schoenen te schuiven. Zijn stem werd gedaan door Pat Fraley, en in 1989 door Townsend Coleman.

### Tora
Een buitenaardse premiejager die opdook als eindbaas in het TMNT arcadespel. Hij werkte samen met Shogun en Shredder om de Turtles te verslaan.

### Mr. Touch
Een van de leden van het huurlingenduo “Touch and Go”. Mr. Touch draagt net als Mr. Go een armband die als ze tegen elkaar worden gehouden hen van energie voorzien. Mr. Touch krijgt door deze energie bovenmenselijke kracht. De powerup is maar tijdelijk en als de twee te lang van elkaar worden gescheiden worden ze zwak.

### General Traag
General Traag, soms ook gespeld als "Tragg", is de leider van de Rock Soldiers, de soldaten van Krang.
Traag deed mee in de eerste animatieserie, de Archie Comics stripserie, het eerste arcadespel en het tweede Game Boy spel Back From the Sewers. In beide spellen is hij een eindbaas in het Technodromelevel. Zijn Rock Soldier leger is echter absent in deze spellen. In de spellen waar de Rock Soldiers wel in voorkomen, Teenage Mutant Ninja Turtles III: The Manhattan Project, Teenage Mutant Ninja Turtles: Turtles in Time, en Teenage Mutant Ninja Turtles: The Hyperstone Heist, doet Traag niet mee. Zijn stem werd gedaan door Peter Renaday.

### Trap
Een van de meest populaire worstelaars van het Stump Intergalactic Wrestling. Hij is klaar om overal en altijd te worstelen.

### Traximus
Een Triceraton en een van de nobele krijgers van de republiek, die vindt dat de oude glorie van de republiek hersteld moet worden. Hij werd hiervoor gevangen en veroordeel mee te doen aan de gladiatorengevechten.
Hij werd vrienden met de Turtles en hielp hen te ontsnappen met Professor Honeycutt.
Vele maanden later dook Traximus op in de Battle Nexus om krijgers te verzamelen die hem konden helpen de huidige Triceratonleider af te zetten. Hij deed ook mee aan het toernooi en verloor van Raphael.
Gedurende de Triceraton invasie op Aarde hielp Traximus de Turtles opnieuw. Hij had toen met krijgers uit de Battle Nexus een verzetsgroep gevormd tegen Zanramons regime. Toen Honeycutte met een virus alle schepen van de Triceratons uitschakelde, greep Traximus zijn kans en zette Zanramon af.
Zijn stem werd gedaan door Greg Carey.

### Triple Threat
Een driekoppige worstelaar uit 2105 die verbannen was uit de Worstelwereld voor overmatig gebruik van geweld. Hij probeerde de kampioensriem te stelen en Madison Square Garden te veroveren, maar werd verslagen door Raphael en Leonardo.

### Turtle Titan II
De kleinzoon van de Silver Sentry die ondanks zijn afkomst geen superkrachten heeft. Geïnspireerd door de verhalen over de originele Turtle Titan (Michelangelo’s alter-ego) besloot hij zelf de Turtle Titan van 2105 te worden.
Hij gebruikt vele gadgets waaronder rookbommen, werphaken, een jetpack en een schild om de misdaad te bevechten. In tegenstelling tot Michelangelo is Turtle Titan II wel een populaire superheld. Hij heeft zelfs een werkrelatie met de New York Peace-keepers.
Zijn stem werd gedaan door Marc Diraison.

### Ultimate Daimyo
Vader van de Ultimate Ninja en de meester van de Battle Nexus. De Daimyo is een eeuwenoude en grootse krijger die blijkbaar de kunst van ninjitsu introduceerde op Aarde. Hij is de eigenaar van de oorlogsstaf.
Een paar jaar terug redde de Daimyo Splinter en Miyamoto Usagi van een aanval door Drako. Dit maakte dat Drako nu ook wraak op de Daimyo wilde. Hij liet zijn huurlingen de Daimyo aanvallen gedurende de finale van het tweede seizoen, en stal de oorlogsstaf. Verkeerd gebruik van de staf maakte dat de Ultimate Ninja en Drako in een scheur in de tijd werden gezogen.
Na het verlies van zijn zoon werd de Daimyo zwak en kon niet meer helder denken. Hierdoor was hij een makkelijke prooi voor Ultimate Drako. De Ninja kon het echter niet aan om zijn vader te doden. Dankzij Lord Simultaneous werd Ultimate Ninja later herenigd met zijn vader.
Zijn stem werd gedaan door Dan Green.

### Ultimate Ninja
De zoon van de Ultimate Daimyo. Hij kwam in seizoen 2 naar de Aarde om de Shredder te verslaan, enkel om te ontdekken dat Leonardo de Shredder reeds verslagen had. Daarom daagde hij Leonardo uit tot een duel tot de dood. Leonardo vocht met eer, maar Ultimate Ninja niet. Leonardo won maar spaarde Ultimate Ninja’s leven. Hij probeerde Leonardo echter te doden, maar werd gestopt door zijn vader.
Ultimate Ninja verscheen later weer in de Battle Nexus, waar hij Drako hielp om zijn vaders oorlogsstaf te bemachtigen. Dit plan mislukte en beide werden een scheur in de tijd ingezogen.
Als gevolg hiervan fuseerden ze tot Ultimate Drako. Als Ultimate Drako stalen ze de tijdscepter van Lord Simultaneous en stuurde de Turtles naar verschillende parallelle universa.
Toen Ultimate Drako de Daimyo wilde vermoorden, bleek een deel van Ultimate Ninja nog altijd om zijn vader te geven en weigerde hem de genadeklap te geven. De tijdscepter splitste de twee weer op en liet ze beide tot as vergaan. Lord Simultaneous wekte Ultimate Ninja weer tot leven als een kind.
Ultimate Ninja’s echte naam is niet bekend. Hij is zelf de enige die zich Ultimate Ninja noemt. Alle anderen noemen hem “de Daimyo’s zoon”. Volgens de doos van zijn actiefiguurtje is zijn echte naam "Ue-Sama", maar of dit ook officieel is, is niet bekend.

### Vam Mi
Een vrouwelijke vampier uit de serie Ninja Turtles: The Next Mutation. Jaren terug werd ze verslagen door Chung I, die haar hart uit haar lichaam rukte. In het heden werd ze uit haar slaap gewekt door haar dienaren Bing en Chu Chi met een magisch drankje. Dit drankje kon haar maar 4 dagen in leven houden. Als ze niet binnen die tijd haar hart terugvond, zou ze tot stof vergaan. Het hart was in het bezit van Venus de Milo. Na een aantal mislukkingen ging ze zelf naar de schuilplaats van de Turtles. Deze wachtten haar echter op en vernietigden haar door met spiegels zonlicht op haar te kaatsen.

### Verminator-X
Een gemuteerde katachtige uit eind 21e eeuw die regelmatig het leven van de Turtles binnenviel. Hij wilde o.a. onsterfelijkheid bereiken en deed dit met cybernetische implantaten. Zo werd hij een cyborg genaamd Verminator-X. Als cyborg begon hij een leven als crimineel.

### Viral
Een computersysteem dat andere systemen kan infiltreren als een virus. Donatello en Cody Jones konden het systeem opsluiten in een gevechtsdummy. Later ging ze werken voor Sh'Okanabo. In het zevende seizoen volgt ze de Turtles terug naar het heden, waarna ze het internet infecteert en een cyberversie van de Shredder wordt.

### Walker
Een Engelse handelaar die in de derde film samenwerkte met Lord Norinaga. In de film TMNT is even zijn hoed te zien.

### Whit
Een Engelse huursoldaat die voor Walker werkte, maar zich later aansloot bij de Turtles. Verscheen alleen in de derde film. Is mogelijk een voorouder van Casey Jones.

### Wick
De helper van de Dragon Lord in Ninja Turtles: The Next Mutation. Hij maakt vooral veel drankjes voor de Dragon Lord. Hij is niet erg loyaal en aast op een kans om zelf Dragon Lord te worden.

### Wingnut
Een heldhaftige mensachtige alienvleermuis die meedeed in de eerste animatieserie. Zijn oorsprong lag echter in de stripserie van Archie Comics, waarin hij altijd samenwerkte met Screwloose. Screwloose’ steek kon de soms doorgedraaide Wingut weer kalm krijgen.

### Max Winters
Een rijke zakenman die in de film TMNT April O’Neil inhuurt om vier standbeelden voor hem te vinden. In werkelijkheid was hij Yaotl, een man die 3000 jaar geleden samen met vier generaals de wereld wilde veroveren. Hij riep via een poort 13 monsters op. Als gevolg werd hij onsterfelijk en veranderden zijn generaals in steen.
In het heden wil hij zijn fout herstellen door de monsters terug de drijven door de poort. Hij laat April de generaals opsporen en huurt de Foot Clan in om de monsters te vangen. De generaals verraden hem echter daar ze niet weer sterfelijk willen worden.
Nadat de monsters door de poort waren gedreven verdween Max’ lichaam en leek hij eindelijk te sterven.

### War
War is een monsterlijk paars wezen met grote klauwen. Hij is een van de kwaadaardige krachten der natuur. Hij staat bekend als een van de ruiters van de Apocalyps in het spel Teenage Mutant Ninja Turtles: Tournament Fighters.

### Warrior Dragon
De Warrior Dragon is een personage uit de stripboek van Teenage Mutant Ninja Turtles Adventures. Hij deed ook mee in de NES versie van het spel Teenage Mutant Ninja Turtles: Tournament Fighters onder de naam “hothead”.

### Wyrm
Een gemuteerde vuilnisman bedacht door Ryan Brown. In de Archie strips was hij een worm die werd blootgesteld aan het mutageen.

### Dr. X
Een Utrom die achterbleef op Aarde toen de andere Utroms teruggingen naar hun thuisplaneet. Hij werd vrienden met Leatherhead. Deed alleen mee in de Image stripserie.

### Zach
Een kind die de Turtles bewonderd en hen dolgraag wil helpen. Hij verscheen voor het eerst in de aflevering The Fifth Turtle van de eerste animatieserie. Zijn stem werd gedaan door Rob Paulsen.

### Prime Leader Zanramon
De dictator van de Triceratonrepubliek. Toen hij aan de macht kwam werd de eervolle republiek een organisatie geobsedeerd door veroveringen en vernietiging. Net als General Blanque wilde hij Professor Honeycutts teleportiemachine om te gebruikten tegen zijn vijanden. De Turtles en Honeycutt konden ontsnappen met Zanramons eigen ruimteschip.
Zanramon kwam later naar de Aarde omdat Professor Honeycutt daar zou zijn. Hij stuurde zijn troepen naar de Aarde om Honeycutt te vangen. Deze downloadde echter een virus naar de Triceratonvloot die alle schepen machteloos maakte. Hierna werd Zanramon afgezet.

### Torbin Zixx
Een huursoldaat uit het jaar 2105 die zowel een vriend als vijand van de Turtles was.
Stond ook bekend als "Zixx of the Black Blade" en "Zixx the Enigma". Hij had een reputatie als legendarische crimineel en probleemmaker. Zijn stem werd gedaan door Gregory Abbey.

### Zippy Lad
Zippy Lad (alias "Pat") is een voormalige superheld en lid van de Justice Force in zowel de Mirage stripserie als de eerste animatieserie. In zijn topdagen was hij een supersnel iemand, maar zit nu in een rolstoel.

### Zog
Een van de Triceratonsoldaten die in de Mirage stripserie op aarde bleef toen de Utroms vertrokken. Enige tijd later vond Raph hem in de riolen en de Turtles lieten hem de Foot aanvallen. Zijn hersens hadden een flinke beschadiging opgelopen en hij dacht dat Raph commandant Zoraph was. Hij was ook zeer roekeloos en doodde bijna Donatello. Hij werd uiteindelijk gedood door drie Shredder klonen.
Zog is ook de naam van twee personages uit de tweede animatieserie. De eerste was een Triceraton soldaat die net als in de strips achterbleef op Aarde. Zijn ademapparaat ging stuk en de Aardse atmosfeer maakte dat hij ging hallucineren. Hij zag de Turtles aan voor Triceratons en hielp hen in gevechten met de Foot. Hij offerde zichzelf uiteindelijk op in een poging Shredder te verslaan.
Michelangelo noemde later een triceratops die de Turtles tegenkwamen bij een reis naar het verleden Zog.